# جان وی. ایوانز
جان وی. ایوانز (انگلیسی: John V. Evans؛ ۱۸ ژانویهٔ ۱۹۲۵ – ۸ ژوئیهٔ ۲۰۱۴) یک سیاست‌مدار اهل ایالات متحده آمریکا بود.